# Фигурное катание на зимних Олимпийских играх 2018 — квалификация
Квалификация по фигурному катанию на зимних Олимпийских играх 2018 должна была выявить, сколько спортсменов и из каких стран смогут участвовать на соревнованиях.
Всего к соревнованиям допускается 148 спортсменов: 74 мужчины и 74 женщины. Каждый НОК может выставить не более 3 спортсменов или пар в отдельных соревнованиях.

## Правила квалификации
Квота по дисциплинам
| Дисциплина                | Количество спортсменов (пар) |
| ------------------------- | ---------------------------- |
| Мужское одиночное катание | 30                           |
| Женское одиночное катание | 30                           |
| Парное катание            | 20                           |
| Танцы на льду             | 24                           |

Распределение по странам
Большинство мест были распределены согласно результатам чемпионата мира 2017 по следующей схеме:
| Число мест на Играх | Результат на чемпионате мира                          | Число спортсменов (пар), чьи результаты учитывались   |
| ------------------- | ----------------------------------------------------- | ----------------------------------------------------- |
| 3                   | сумма мест меньше или равна 13                        | 2                                                     |
| 3                   | 1-2                                                   | 1                                                     |
| 2                   | сумма мест от 14 до 28                                | 2                                                     |
| 2                   | 3-10                                                  | 1                                                     |
| 1                   | Все оставшиеся страны, для которых могло хватить мест | Все оставшиеся страны, для которых могло хватить мест |

При этом участники, которые отбирались в произвольную программу (произвольный танец), но заняли места ниже 16-го, получили 16 баллов.
Оставшиеся места будут распределены на турнире в Оберсдорфе Nebelhorn Trophy, который пройдёт с 27 по 30 сентября 2017 года. В борьбе за путевки будут учитываться только результаты спортсменов тех стран, фигуристы которых не смогли квалифицироваться на чемпионате мира 2017 года.
Принимающая страна
Южная Корея как страна, принимающая Игры, получит по одному месту в каждой дисциплине, если иным способом её спортсмены на Олимпиаду не пройдут. По результатам чемпионата мира 2017 года, фигуристы Южной Кореи квалифицировались для участия в Олимпиаде лишь в одной из четырёх дисциплин фигурного катания (женское одиночное катание). В командных соревнованиях хозяева не имеют возможности заявить свою сборную вне конкуренции.

## Распределение квот

### Квалифицированные страны
| Страна           | Мужчины | Женщины | Пары | Танцы | Команды | Спортсменов |
| ---------------- | ------- | ------- | ---- | ----- | ------- | ----------- |
| Австралия        | 1       | 1       | 1    | 0     |         | 4           |
| Австрия          | 0       | 0       | 1    | 0     |         | 2           |
| Бельгия          | 1       | 1       | 0    | 0     |         | 2           |
| Бразилия         | 0       | 1       | 0    | 0     |         | 1           |
| Великобритания   | 0       | 0       | 0    | 1     |         | 2           |
| Венгрия          | 0       | 1       | 0    | 0     |         | 1           |
| Германия         | 1       | 1       | 2    | 1     | X       | 8           |
| Грузия           | 1       | 0       | 0    | 0     |         | 1           |
| Израиль          | 2       | 0       | 1    | 1     | X       | 6           |
| Испания          | 2       | 0       | 0    | 1     |         | 4           |
| Италия           | 1       | 2       | 2    | 2     | X       | 11          |
| Казахстан        | 1       | 2       | 0    | 0     |         | 3           |
| Канада           | 2       | 3       | 3    | 3     | X       | 17          |
| Китай            | 2       | 1       | 3    | 1     | X       | 11          |
| КНДР             | 0       | 0       | 1    | 0     |         | 2           |
| Латвия           | 1       | 1       | 0    | 0     |         | 2           |
| Малайзия         | 1       | 0       | 0    | 0     |         | 1           |
| Польша           | 0       | 0       | 0    | 1     |         | 2           |
| Россия           | 2       | 3       | 3    | 2     | X       | 15          |
| Словакия         | 0       | 1       | 0    | 1     |         | 3           |
| США              | 3       | 3       | 1    | 3     | X       | 14          |
| Турция           | 0       | 0       | 0    | 1     |         | 2           |
| Узбекистан       | 1       | 0       | 0    | 0     |         | 1           |
| Украина          | 1       | 1       | 0    | 1     |         | 4           |
| Филиппины        | 1       | 0       | 0    | 0     |         | 1           |
| Финляндия        | 0       | 1       | 0    | 0     |         | 1           |
| Франция          | 1       | 1       | 1    | 2     | X       | 8           |
| Чехия            | 1       | 0       | 1    | 1     |         | 5           |
| Швейцария        | 0       | 1       | 0    | 0     |         | 1           |
| Швеция           | 0       | 1       | 0    | 0     |         | 1           |
| Республика Корея | 1       | 2       | 1    | 1     | X       | 7           |
| Япония           | 3       | 2       | 0    | 1     | X       | 7           |
| Всего: 32 НОК    | 30      | 30      | 22   | 24    | 10      | 153         |

### Чемпионат мира 2017
| Мест | Мужчины                                                                           | Женщины                                                            | Пары                         | Танцы                                                           |
| ---- | --------------------------------------------------------------------------------- | ------------------------------------------------------------------ | ---------------------------- | --------------------------------------------------------------- |
| 3    | Япония · США                                                                      | Россия · Канада · США                                              | Россия · Канада · Китай      | Канада · США                                                    |
| 2    | Китай · Испания · Россия · Израиль · Канада                                       | Италия · Япония · Казахстан · Республика Корея                     | Германия · Италия · Франция^ | Россия · Франция · Италия                                       |
| 1    | Узбекистан · Латвия · Грузия · Франция · Австралия · Казахстан · Чехия · Германия | Китай · Бельгия · Словакия · Франция · Венгрия · Германия · Латвия | США*                         | Израиль · Дания^^ · Польша · Украина · Китай · Турция · Испания |

- * — Спортивная пара из США заняла итоговое 10 место, получив право выставить двух представителей на следующем ЧМ-2018, однако поскольку на текущем чемпионате разыгрывалось 16 мест на зимние Олимпийские игры, а США заняли 16-17 слоты, то на игры поедет одна пара.

^ — Франция отказалась от одного места в спортивных парах; это место отошло к спортсменам Израиля.

^^ — Дания не сможет выставить танцевальную пару; МОК не дало согласия на смену гражданства партнёрши; эта путёвка отошла к танцорам Словакии.

### Nebelhorn Trophy 2017
Согласно решению МОК и Франции на турнире Небельхорн будет разыграно на Олимпийские игры по 6 путёвок среди одиночников, одиночниц и танцевальных пар; 5 путёвок разыграют спортивные пары. Если хозяева не получат путёвок, они всё равно получат по одной путёвке в каждой номинации.
| Мест | Мужчины                                                                         | Женщины                                                         | Пары                                                             | Танцы                                                                    |
| ---- | ------------------------------------------------------------------------------- | --------------------------------------------------------------- | ---------------------------------------------------------------- | ------------------------------------------------------------------------ |
| 1    | Бельгия · Швеция** · Италия · Республика Корея · Малайзия · Украина · Филиппины | Австралия · Швеция · Швейцария · Бразилия · Финляндия · Украина | Австралия · Австрия · КНДР · Израиль · Чехия · Республика Корея* | Великобритания · Япония · Германия · Республика Корея · Чехия · Словакия |

- * — Республика Корея квалифицировалась как хозяйка Олимпийских игр.
- ** — Швеция отказалась от своего места среди мужчин.

### Резервные фигуристы
Резервные фигуристы готовы будут выступить на зимних Олимпийских играх, если заявленные фигуристы не смогут выступить, и в случае если в этих странах нет достойных запасных.
| Мест | Мужчины               | Женщины            | Пары              | Танцы           |
| ---- | --------------------- | ------------------ | ----------------- | --------------- |
| 1    | Филиппины · Швейцария | Армения · Сингапур | Япония · Беларусь | Литва · Армения |

В начале декабря поступила информация, что северокорейские парники не успели зарегистрироваться для участия в зимних Олимпийских играх. Именно поэтому их заменит японская спортивная пара.
Впоследствии северокорейская пара была допущена до соревнований, японские парники также выступали.

## Командные соревнования
По результатам мирового чемпионата только семь команд получили право (требуется минимум 75 % квот в личных дисциплинах) заявить свои сборные в командных соревнованиях. Максимальное количество участников — 10 сборных.

### Чемпионат мира 2017
По результатам чемпионата мира 2017 года заявить национальные сборные для участия в командных соревнованиях на Олимпийских играх получили 7 стран.
1. Канада
2. Россия
3. США
4. Китай
5. Италия
6. Франция
7. Германия

### Квалификационная таблица
Таблица примет окончательный вид в декабре 2017 года. Сейчас приведена по результатам на середину ноября.
|  | Страна окончательно квалифицировавшая на зимние Олимпийские игры 2018 года. |  | Не зависимо от места в таблице страна по результатам ЧМ и турнира Небельхорн (ТЧ) не сможет принять в зимних Олимпийских играх 2018 года. |

| Место | Команда          | Сезон 2016—2017 | Сезон 2017—2018 | Сумма |
| ----- | ---------------- | --------------- | --------------- | ----- |
| 1     | Канада           | 3776            | 1492            | 5268  |
| 2     | Россия           | 3533            | 1560            | 5093  |
| 3     | США              | 3021            | 1386            | 4407  |
| 4     | Китай            | 2724            | 1187            | 3911  |
| 5     | Япония           | 2674            | 973             | 3647  |
| 6     | Италия           | 2172            | 1226            | 3398  |
| 7     | Франция          | 2076            | 1140            | 3216  |
| 8     | Германия         | 1602            | 699             | 2301  |
| 9     | Испания          | 1222            | 472             | 1694  |
| 10    | Израиль          | 1015            | 506             | 1521  |
| 11    | Республика Корея | 1064            | 333             | 1397  |
| 12    | Австралия        | 842             | 478             | 1320  |
| 13    | Украина          | 591             | 641             | 1232  |
| 14    | Чехия            | 833             | 236             | 1069  |
| 15    | Казахстан        | 764             | 191             | 955   |
| 16    | Великобритания   | 719             | 213             | 932   |
| 17    | Бельгия          | 421             | 370             | 791   |
| 18    | Австрия          | 454             | 236             | 690   |
| 19    | Грузия           | 422             | 262             | 684   |
| 20    | Латвия           | 436             | 236             | 672   |